# Кіптявник колумбійський
Кіптявник колумбійський (Myiotheretes pernix) — вид горобцеподібних птахів родини тиранових (Tyrannidae). Ендемік Колумбії.

## Опис

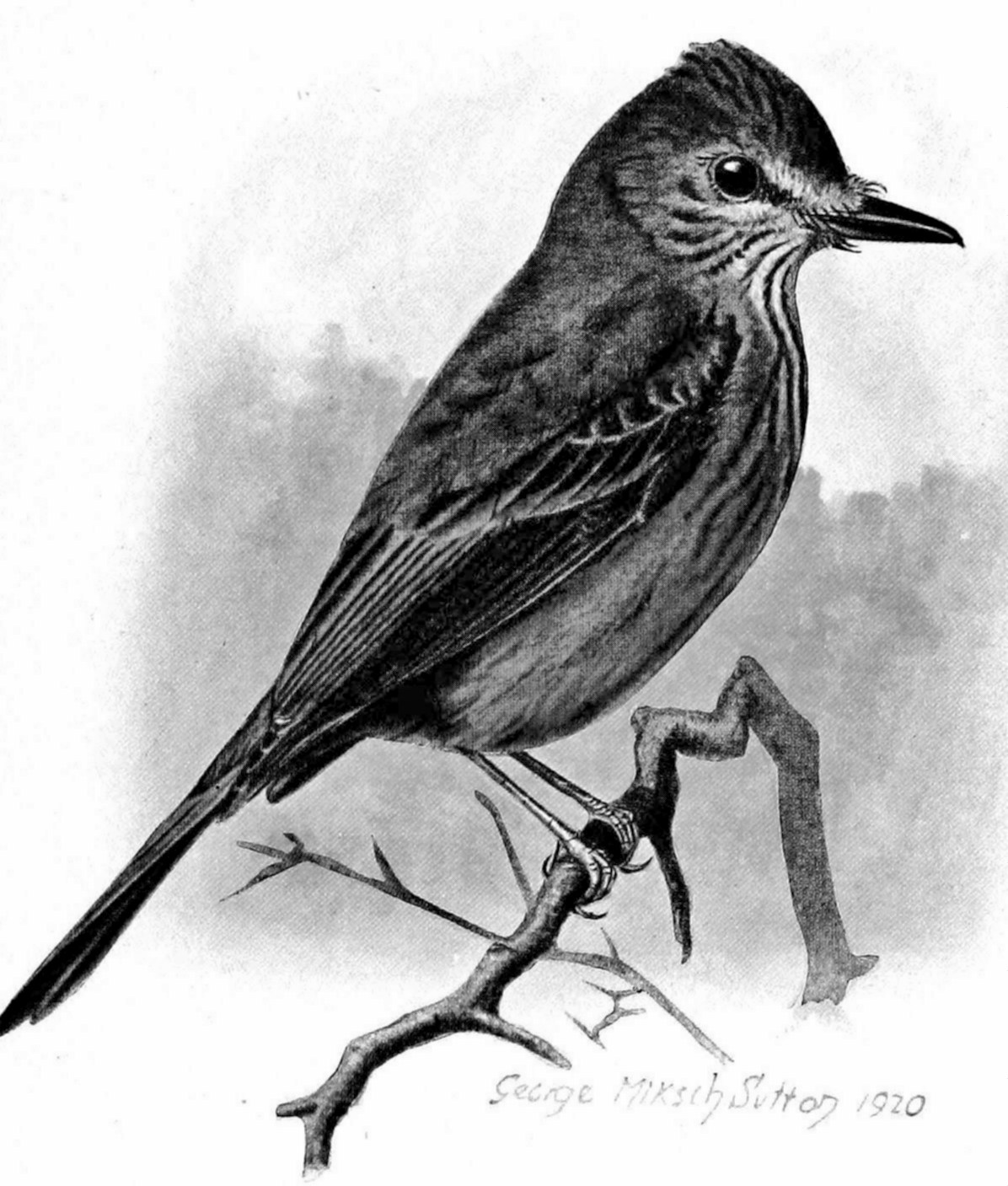
Колумбійський кіптявник

Довжина птаха становить 18-21 см. Верхня частина тіла тьмяно-коричнева, крила темні, на крилах дві світло-коричневі або іржасті смуги. Хвіст чорний, крайні стернові пера мають іржасто-коричневі края, помітні в польоті. Горло біле, поцятковане попелястими смужками. Від дзьоба до очей ідуть білі смуги. Нижня частина тіла темно-руда, груди мають оливковий відтінок. Нижні покривні пера крил руді. Дзьоб і лапи чорні.

## Поширення і екологія
Колумбійські кіптявники є ендеміками гірського масиву Сьєрра-Невада-де-Санта-Марта на півночі Колумбії. Вони живуть у вологих гірських тропічних лісах та на узліссях, на північних і північно-західних схилах цього гірського масиву, зокрема в гірському хребті Сан-Лоренцо. Зустрічаються на висоті від 2100 до 2900 м над рівнем моря. Живляться комахами.

## Збереження
МСОП класифікує цей вид як такий, що перебуває під загрозою зникнення. За оцінками дослідників, популяція колумбійських кіптявників становить від 1000 до 2500 птахів. Їм загрожує знищення природного середовища.